# Дивизии на Българската армия
Дивизиите са основни военни формирования в Българската армия от създаването на първите от тях през 1892 година до преминаването към корпусно-бригадна организация в края на ХХ век и началото на ХХІ век.

## Структура

### До края на Първата световна война
В навечерието на Балканската война сухопътните сили на Българската армия включват 9 пехотни дивизии. В типичния случай те се състоят от следните подразделения:
- Щаб на дивизията
- 3 пехотни бригади с численост по 8560 души (в хода на войната третата бригада на Първа и Шеста дивизия са отделени и образуват Десета дивизия); всяка бригада включва:
  - 2 пехотни полка с численост по 4280 души; всеки полк включва
    - 1 картечна рота с 4 картечници
    - 4 пехотни дружини с численост по 1000 души; всяка дружина включва:
      - 4 роти с численост по 250 души; всяка рота включва:
        - 4 взвода; всеки взвод включва:
          - 4 отделения
- 1 артилерийска бригада, която включва:
  - 1 скорострелен артилерийски полк с 36 оръдия, който включва:
    - 3 отделения с по 12 оръдия; всяко отделение включва:
      - 3 батареи с по 4 оръдия

  - 1 нескорострелен артилерийски полк с 36 оръдия, който включва:
    - 2 отделения с по 18 оръдия; всяко отделение включва:
      - 3 батареи с по 6 оръдия
- 1 жандармерийски ескадрон
- 1 пионерна дружина
- Мостови влак
- Обоз
- 2 дивизионни лазарета
- Тилови служби

Стандартната напълно окомплектована дивизия включва 24 813 пушки, 24 картечници, 72 оръдия, 858 офицери, 42 чиновници, 3455 подофицери, 32 918 войници и 7550 коне и волове.

## Списък на дивизиите
Забележка: списъкът е непълен.
| Дивизия                                                | Активна                 | Мирновременен щаб | Забележки |
| ------------------------------------------------------ | ----------------------- | ----------------- | --------- |
| Първа пехотна софийска дивизия                         | 1892 – 1918             | София             |           |
| Втора пехотна тракийска дивизия                        | 1892 – 1919 1928 – 1945 | Пловдив           |           |
| Трета пехотна балканска дивизия                        | 1892 – ?                | Сливен            |           |
| Четвърта пехотна преславска дивизия                    | 1892 – ?                | Шумен             |           |
| Пета пехотна дунавска дивизия                          | 1892 – ?                | Русе              |           |
| Шеста пехотна бдинска дивизия                          | 1892 – 1918             | Враца             |           |
| Седма пехотна рилска дивизия                           | 1904 – 1918             | Дупница           |           |
| Осма пехотна тунджанска дивизия                        | 1904 – 1919 ? – 1950    | Стара Загора      |           |
| Девета пехотна плевенска дивизия                       | 1904 – 1919             | Плевен            |           |
| Десета пехотна беломорска дивизия                      | 1912 – 1920             |                   |           |
| Единадесета пехотна сборна дивизия                     | 1912 – 1913             | Свиленград        |           |
| Единадесета пехотна македонска дивизия                 | 1915 – 1919             |                   |           |
| Дванадесета пехотна дивизия Дванадесета сборна дивизия | 1913 1915 – 1918        | Плевен            |           |
| Тринадесета пехотна дивизия                            | 1913                    |                   |           |
| Четиринадесета пехотна вардарска дивизия               |                         |                   |           |
| Петнадесета пехотна охридска дивизия                   |                         |                   |           |
| Шестнадесета пехотна дивизия                           | 1941                    | Ксанти            |           |
| Седемнадесета пехотна щипска дивизия                   |                         |                   |           |
| Двадесет и осма пехотна дивизия                        | 1943                    | Стара Загора      |           |
| Планинска дивизия                                      | 1916 – 1918             |                   |           |
| Сборна дивизия                                         | 1916 – ?                |                   |           |